# 패스트 캐주얼

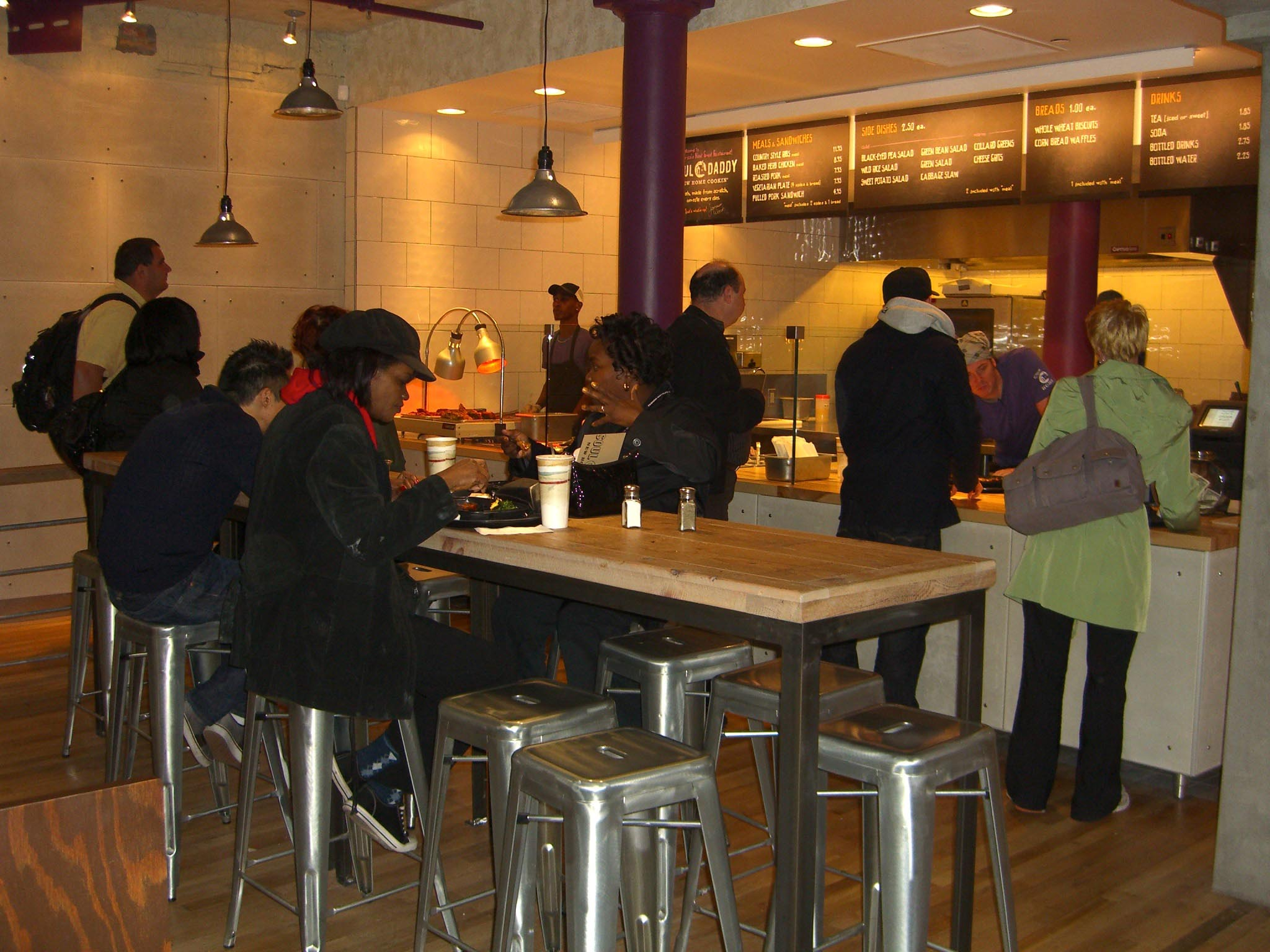

패스트 캐주얼(Fast casual)은 패스트 푸드와 패밀리 레스토랑의 중간이라고 볼 수 있는 새로운 형태의 레스토랑으로, 미국에서는 외식 업계에서 가장 성장하고 있는 업종이기도 하다. 패스트 푸드점보다는 가격은 높고, 주문도 오래 걸리지만, 패밀리 레스토랑보다는 저렴한 가격으로 먹을 수 있다. 또한, 점내에서 식사를 할 수도 있으며, 테이크 아웃도 가능하다. 점포 형태는 다양하다. 패스트 푸드 체인이나 패밀리 레스토랑 체인 등도 참가하고 있어, 기존의 점포에 패스트 캐주얼의 메뉴를 갖추는 일도 있으며, 패스트 캐주얼 만의 새로운 매장을 출점할 수도 있다.